# Freddie Wadling Live 2016
Freddie Wadling Live 2016 är ett livealbum av sångaren Freddie Wadling som släpptes 10 februari 2017. Albumet spelades in på Slagthuset i Malmö 8 april 2016, vilken kom att bli hans sista framträdande. Konserten var en del av en kortare turné med skivan Efter regnet. Wadling tolkar bland annat David Bowies "I´m Deranged" samt 3 låtar av det kortlivade bandet The United States of America. Albumet innehåller även en bonus-CD med hans tolkningar från programmet Så mycket bättre samt 2 outgivna låtar från inspelningarna till Efter regnet.

## Låtförteckning[5]
1. "Ensam På Havet (Live)" - (Stina Nordenstam)
2. "Nära Min Vän (Live)" - (Owe Thörnqvist)
3. "The American Metaphysichal Circus (Live)" - (Joseph Byrd, från albumet The United States of America 1968)
4. "I Won´t Leave My Wooden Wife For You, Sugar (Live)" - (Joseph Byrd, Dorothy Moskowitz, från albumet The United States of America 1968)
5. "I´m Deranged (Live)" - (David Bowie, Brian Eno från albumet 1.Outside 1995)
6. "Cloud Song (Live)" - (Joseph Byrd, Dorothy Moskowitz, från albumet The United States of America 1968)
7. "Nu Lyfter Vi Från Marken (Live)" - (Nordenstam)
8. "Det Är Inte Nog (Live)" - (Arsenij Tarkovskij, Nordenstam)
9. "Papperssol (Live)" - (Steve Winwood, Jim Capaldi, Wadling)
10. "I Can´t Kill The Boogeyman (Live)" - (Cortex)
11. "Walk (Live)" - (Fleshquartet, Wadling)
12. "En dag" - (Så mycket Bättre-tolkning av Tommy Nilssons låt)
13. "Broken Promise Land" - (Så mycket Bättre-tolkning av Weeping Willows låt)
14. "Luft För Dig" - (Så mycket Bättre-tolkning av Little Jinders låt)
15. "Vem Vet" - (Så mycket Bättre-tolkning av Lisa Ekdahls låt)
16. "Baby Goodbye" - (Så mycket Bättre-tolkning av E.M.D.:s låt)
17. "The Rough Chill" - (Så mycket Bättre-tolkning av Jill Johnsons låt)
18. "505 To Casablanca" - (Så mycket Bättre-tolkning av Ted Gärdestads låt)
19. "Sexton ton" - (Inspelad 2016) (Svensk version av "Sixteen Tons" av Merle Travis 1945)
20. "Regntunga skyar" (Inspelad 2016) (Ehrling, Eckert-Lundin, Ekman 1940)

## Medverkande[5]
- Bas – Johannes Mattson
- Cello – Sebastian Öberg
- Trummor – Erik Berntsson
- Gitarr, Sång – Amanda Werne
- Saxofon, Keyboards – Björn Almgren
- Inspelad av – Mikael Kröner
- Ljudtekniker – Stefan Glaumann